# Гней Домиций Агенобарб (брат консула 54 года до н. э.)
Гней Доми́ций Агеноба́рб (лат. Gnaeus Domitius Ahaenobarbus; погиб в 81 году до н. э., провинция Африка) — древнеримский военный деятель из знатного плебейского рода Домициев Агенобарбов, старший брат консула 54 года до н. э. Луция Домиция Агенобарба. После поражения в гражданской войне 83—82 годов до н. э. как приверженец марианской «партии» вынужден бежать в Африку, где при поддержке местного царя Иарба собрал некоторые военные силы. В 81 году до н. э. близ Утики был разбит молодым Гнеем Помпеем, предположительно, по приказу которого Домиция казнили.

## Биография
Известно, что Гней Домиций был женат на Корнелии Старшей, дочери Луция Корнелия Цинны, сестре первой жены Гая Юлия Цезаря.
В гражданской войне между Гаем Марием и Луцием Корнелием Суллой, Агенобарб принял сторону первого. Когда Сулла получил верховную власть в 82 году до н. э., Агенобарб попал в проскрипционные списки и сбежал в Африку, где присоединился к таким же изгнанникам, как и он. С помощью нумидийского царя Иарба он собрал армию, но был разгромлен при Утике Помпеем Великим, которого Сулла послал против него. Впоследствии Агенобарб был убит при штурме его военного лагеря в 81 году до н. э. Согласно некоторым отчётам, Агенобарб был казнён после битвы по приказу Помпея.